# Nordsjö hamnbana
|  | Unknown BSicon "LSTR" |

|  | Unknown BSicon "SPLa" |

|  | Unknown BSicon "vBHF-STR" |

| Unknown BSicon "LSTRq" | Unknown BSicon "vSTRr-SHI1r" |  |

|  | Unknown BSicon "tSTRa" |

|  | Unknown BSicon "tSTR" |

|  | Unknown BSicon "tSTRe" |

|  | Unknown BSicon "SKRZ-Au" |

|  | Unknown BSicon "SKRZ-Au" |

|  | Enter and exit tunnel |

|  | Unknown BSicon "hKRZWae" |

|  | Non-passenger end station |

|  | Unknown BSicon "LSTR" |

|  | Unknown BSicon "SPLa" |

|  | Unknown BSicon "vBHF-STR" |

| Unknown BSicon "LSTRq" | Unknown BSicon "vSTRr-SHI1r" |  |

|  | Unknown BSicon "tSTRa" |

|  | Unknown BSicon "tSTR" |

|  | Unknown BSicon "tSTRe" |

|  | Unknown BSicon "SKRZ-Au" |

|  | Unknown BSicon "SKRZ-Au" |

|  | Enter and exit tunnel |

|  | Unknown BSicon "hKRZWae" |

|  | Non-passenger end station |

Nordsjö hamnbana är en 19 km lång enkelspårig godsjärnväg (varav 14 km i två tunnlar) öster om Helsingfors, från Stambanan i Kervo, söder om Savio järnvägsstation, till Nordsjö hamn. Största tillåtna hastighet är 80 km/h.
Banan öppnades för trafik samtidigt som Nordsjö hamn den 28 november 2008.

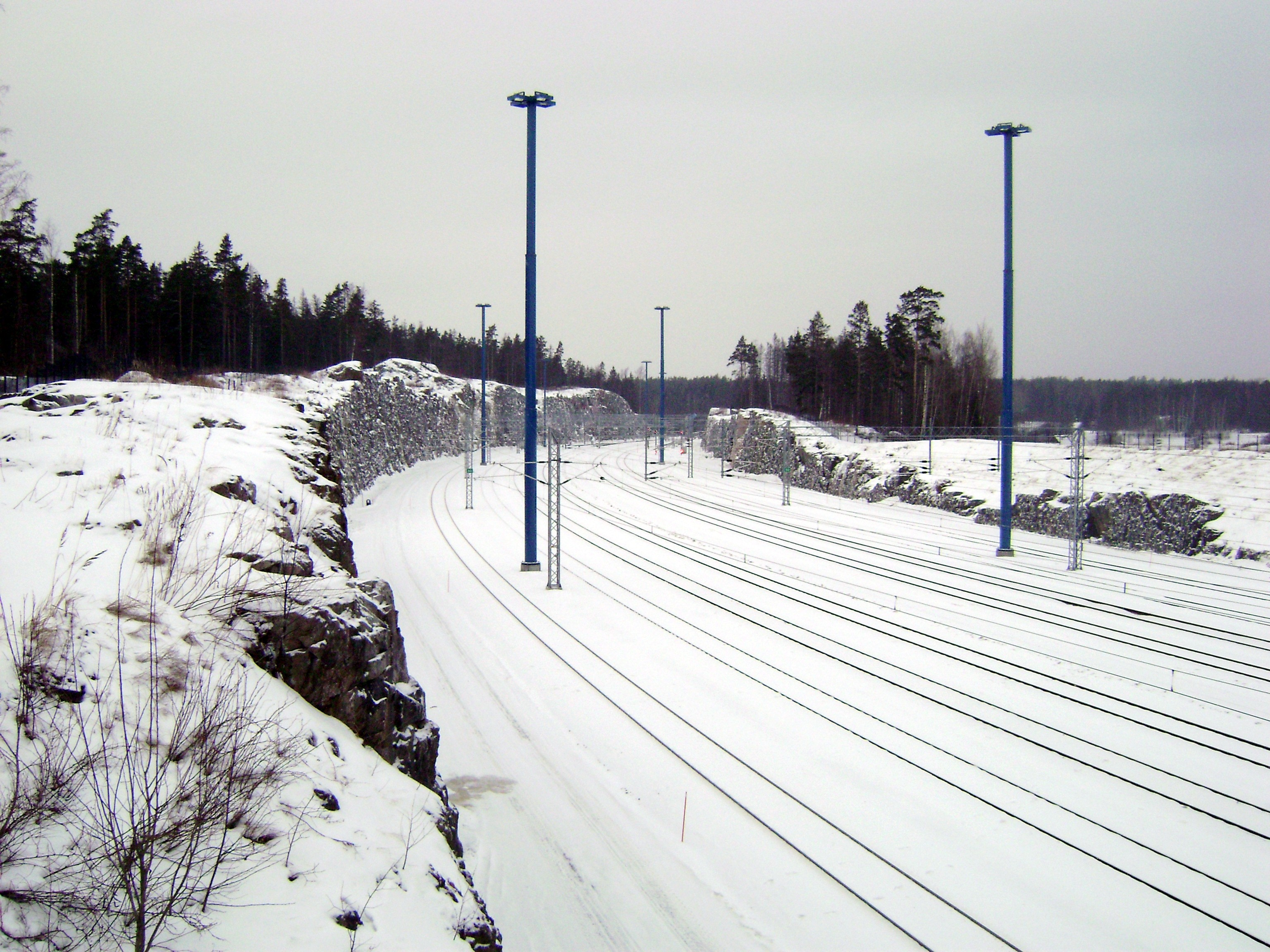
Nordsjö bangård